# 青野原演習場
座標: 北緯34度54分16秒 東経134度54分26秒 / 北緯34.904525度 東経134.907185度青野原演習場（あおのはらえんしゅうじょう）は、兵庫県小野市と加西市および加東市にまたがり所在する陸上自衛隊の演習場である。青野ヶ原（あおのがはら）演習場と通称される。

## 歴史
1889年（明治22年）に旧陸軍の軍馬育成場が開設され、1900年（明治33年）には陸軍省が830町歩（830ヘクタール）にも及ぶ面積を買収して演習場を開設する。1907年（明治40年）に姫路に司令部を置く第10師団の高岡演習場となり廠舎が建設されたが、陸軍部隊が常駐するのは1940年（昭和15年）に戦車部隊（戦車第15連隊）が駐屯してからとなる。この間、第一次世界大戦中の1915年（大正4年）9月には、演習場内に捕虜となったドイツ兵とオーストリア=ハンガリー兵（日独戦ドイツ兵捕虜）を収容した「青野ヶ原俘虜収容所」が開設されている。
1945年（昭和20年）に第二次世界大戦が終結、翌1946年（昭和21年）に米軍が接収、1951年（昭和26年）から米軍との共同使用が始まる。1956年（昭和31年）に米軍から払い下げられ、翌1957年（昭和32年）から第3管区内の中演習場として取得が始まり、1960年（昭和30年）まで段階的に用地取得、間をおいて1964年（昭和39年）にも用地取得される。1960年（昭和35年）からは姫路駐屯地業務隊が管理するようになる。1976年（昭和51年）8月に演習場北端部に青野原駐屯地が新設され、青野原駐屯地業務隊が演習場の管理を移管される。

## 演習場の状態

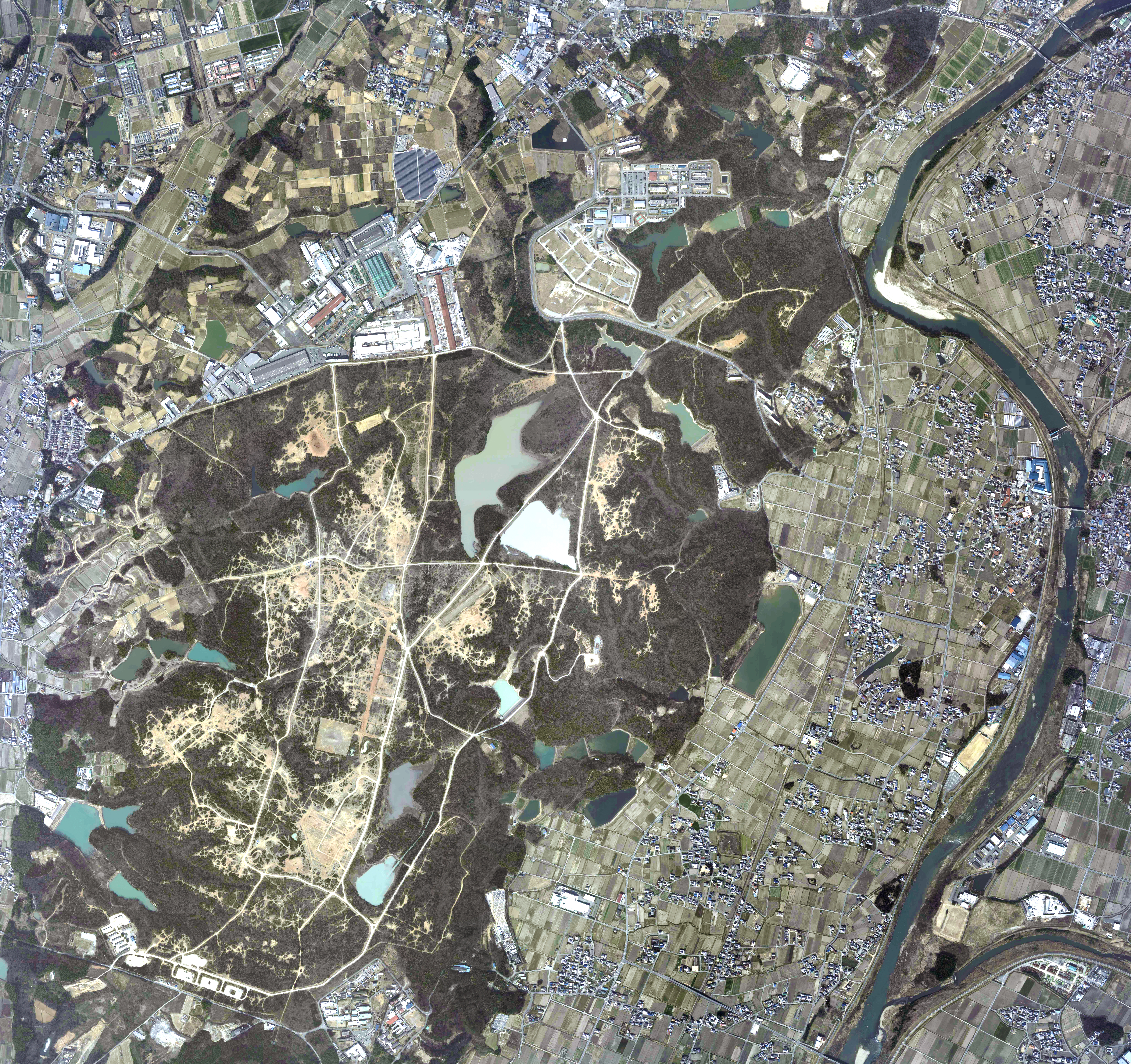
青野原演習場周辺の空中写真。2013年3月6日撮影の6枚を合成作成。。

青野原台は古生層の台地からなる南北7キロメートル、東西3キロメートルの広大な原野で文政年間に開墾が始まる。土壌は石を多く含む赤土で高台にあるため水の便も悪く耕作には不向きであった。明治時代には九会村字繁昌野が形成されるも後に陸軍の演習場となる。演習場内は多数の溜池が散在しており、南端には廠舎地区と宿営地が設けられ、北端には青野原駐屯地があり、演習場北端部近傍には高圧送電用鉄塔が設置されている。
陸上自衛隊の青野原演習場は南北4.8キロメートル、東西3.5キロメートルの範囲に入り込み、長射程の直接照準火器および間接照準火器用の射場は有していない。
演習場周辺は田畑が広がり集落が散在し、古墳時代前後期に築かれた古墳が多く、白鳳文化から奈良時代にかけて建立された寺院が多く現存している。西側には国道372号が南北に走り、国道372号と演習場北部側には工業団地が形成され、東側には病院や学校がある。
近傍を走る播丹鉄道（現在のJR西日本加古川線）は沿線の軍需工場や飛行場そして青野原演習場への戦車輸送の必要性から、1943年（昭和18年）に国有化され軌道強化が図られた。